# 駐歐盟兼駐比利時代表處
駐歐盟兼駐比利時代表處（英語：Taipei Representative Office in the EU and Belgium）是中華民國派駐歐洲聯盟與比利時王國之外交代表機構，為中華民國第一座於非邦交國家設立的代表處，亦為該國1971年退出聯合國後設立的第一座駐歐洲代表處:84,89，設於歐盟執委會所在地及比利時首都布魯塞爾，負責歐洲聯盟與比利時王國及盧森堡大公國之政治、經貿、文化、科技等各層面之實質關係，並具有實質大使館功能。
比國派駐台灣的相應機構為比利時台北辦事處，歐盟派駐台灣的相應機構則為歐洲經貿辦事處。

## 歷史

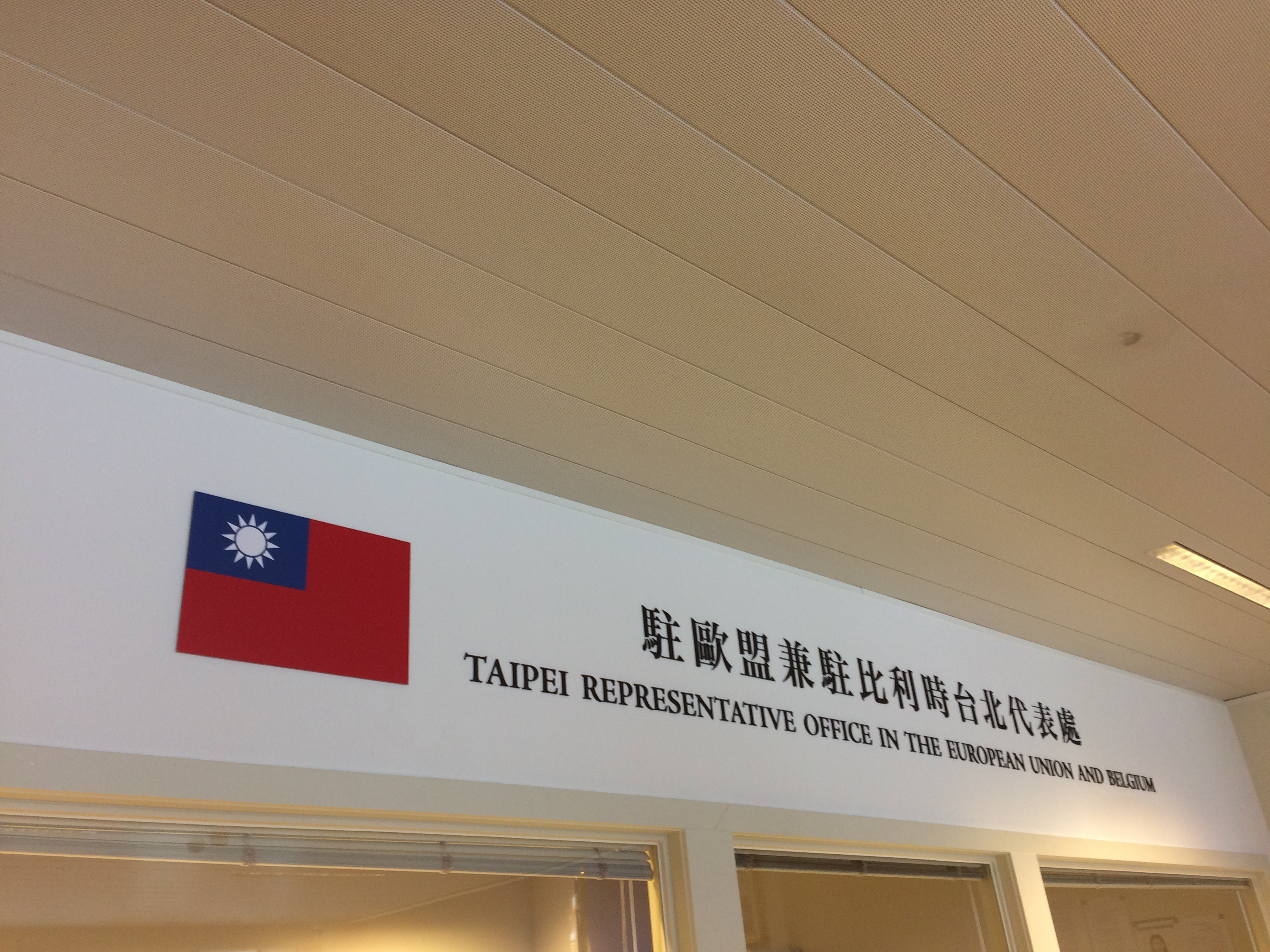
駐歐盟兼駐比利時代表處內景

由於中華人民共和國與比利時王國於1971年10月25日締結正式的外交關係。原任中華民國駐比利時大使兼駐盧森堡大使的王蓬離任。1971年11月5日，中華民國政府為了維持與比利時王國的雙邊實質關係，遂於比利時首都布魯塞爾另外設置「孫逸仙文化中心」作為代表機構。
1990年1月，「孫逸仙文化中心」更名為「台北經濟文化辦事處」。
1995年11月，再更名為「駐比利時台北代表處」，該代表處除了有代表中華民國駐比大使館的性質之外，還曾同時兼辦與歐盟前身「歐洲共同體」之關係業務。在歐盟日益成形且為世界政經之要角後，為增進與歐盟總部（含歐盟理事會、歐盟執委會、歐洲議會）之關係，於2001年4月更名為「駐歐盟兼駐比利時代表處」。中華民國駐盧森堡代表處於2002年10月25日裁撤後，其業務及領務由駐歐盟兼駐比利時代表處兼管。

## 外部連結
- 駐歐盟兼駐比利時代表處 （页面存档备份，存于）
- Taipei Representative Office in the EU and Belgium的Facebook專頁